# Communauté de communes de la Haute Combe de Savoie
La communauté de communes de la Haute Combe de Savoie est une ancienne intercommunalité française située dans le département de la Savoie en région Auvergne-Rhône-Alpes.

## Géographie
La communauté de communes de la Haute Combe de Savoie se situe au centre du département de la Savoie dans la région de la Combe de Savoie, sur les contreforts du Massif des Bauges et dans le Parc naturel régional des Bauges. La communauté de communes se trouve à proximité de l'agglomération d'Albertville. Son altitude varie entre 292 mètres à Grésy-sur-Isère et 2 480 mètres sur la commune de Bonvillard.

## Histoire
La Communauté de communes  de la Haute Combe de Savoie a été créée par arrêté préfectoral du 23 décembre 2003. Les communes de Bonvillard et de Sainte-Hélène-sur-Isère ont intégré la communauté de communes le 1er janvier 2013 qui regroupe alors l'ensemble des communes du Canton de Grésy-sur-Isère.
Elle fusionne avec trois autres intercommunalités pour former la communauté d'agglomération Arlysère au 1er janvier 2017.

## Composition
L'intercommunalité regroupe les 11 communes suivantes :
| Nom                      | Code Insee | Gentilé        | Superficie (km2) | Population (dernière pop. légale) | Densité (hab./km2) |
| ------------------------ | ---------- | -------------- | ---------------- | --------------------------------- | ------------------ |
| Grésy-sur-Isère (siège)  | 73129      | Grésiliens     | 9,02             | 1 243 (2014)                      | 138                |
| Bonvillard               | 73048      | Bonvillarains  | 17,10            | 352 (2014)                        | 21                 |
| Cléry                    | 73086      | Clarollains    | 10,90            | 445 (2014)                        | 41                 |
| Frontenex                | 73121      | Frontenexois   | 1,71             | 1 799 (2014)                      | 1 052              |
| Montailleur              | 73162      | Montaillorains | 15,30            | 678 (2014)                        | 44                 |
| Notre-Dame-des-Millières | 73188      | Milliérains    | 10,35            | 1 005 (2014)                      | 97                 |
| Plancherine              | 73202      | Plancherinois  | 6,86             | 427 (2014)                        | 62                 |
| Sainte-Hélène-sur-Isère  | 73241      | Santélènois    | 14,43            | 1 170 (2014)                      | 81                 |
| Saint-Vital              | 73283      | Sanviotains    | 3,60             | 669 (2014)                        | 186                |
| Tournon                  | 73297      | Tournonais     | 4,86             | 597 (2014)                        | 123                |
| Verrens-Arvey            | 73312      | Verroyens      | 10,82            | 867 (2014)                        | 80                 |

## Démographie
| 1968  | 1975  | 1982  | 1990  | 1999  | 2010  |
| ----- | ----- | ----- | ----- | ----- | ----- |
| 3 583 | 3 969 | 4 402 | 5 371 | 6 096 | 7 351 |

### Pyramide des âges
| Hommes | Classe d’âge | Femmes |
| ------ | ------------ | ------ |
| 0,3    | 90 ans ou +  | 1,0    |
| 4,7    | 75 à 89 ans  | 8,2    |
| 13,2   | 60 à 74 ans  | 13,9   |
| 23,3   | 45 à 59 ans  | 22,2   |
| 21,8   | 30 à 44 ans  | 21,8   |
| 15,3   | 15 à 29 ans  | 12,6   |
| 21,4   | 0 à 14 ans   | 20,3   |

| Hommes | Classe d’âge | Femmes |
| ------ | ------------ | ------ |
| 0,4    | 90 ans ou +  | 1,1    |
| 6,3    | 75 à 89 ans  | 9,5    |
| 13,8   | 60 à 74 ans  | 14,7   |
| 20,9   | 45 à 59 ans  | 20,4   |
| 21,2   | 30 à 44 ans  | 20,2   |
| 18,2   | 15 à 29 ans  | 16,5   |
| 19,4   | 0 à 14 ans   | 17,5   |

## Administration

### Statut
Le regroupement de communes a dès sa création pris la forme d’une communauté de communes. L’intercommunalité est enregistrée au répertoire des entreprises sous le code SIREN 247 300 791. Son activité est enregistrée sous le code APE 8411Z

### Présidents
| Période                                  | Période  | Identité       | Étiquette | Qualité          |
| ---------------------------------------- | -------- | -------------- | --------- | ---------------- |
| 2004                                     | En cours | Xavier Tornier | PS        | Maire de Tournon |
| Les données manquantes sont à compléter. |          |                |           |                  |

### Conseil communautaire
À la suite de la réforme des collectivités territoriales de 2013, les conseillers communautaires dans les communes de plus de 1000 habitants sont élus au suffrage universel direct en même temps que les conseillers municipaux. Dans les communes de moins de 1000 habitants, les conseillers communautaires seront désignés parmi le conseil municipal élu dans l'ordre du tableau des conseillers municipaux en commençant par le maire puis les adjoints et enfin les conseillers municipaux. Les règles de composition des conseils communautaires ayant changé, celui-ci comptera à partir de mars 2014 vingt-sept conseillers communautaires qui sont répartis comme suit :
| Nombre de conseillers | Communes                                                                           |
| --------------------- | ---------------------------------------------------------------------------------- |
| 4                     | Frontenex                                                                          |
| 3                     | Grésy-sur-Isère, Notre-Dame-des-Millières et Sainte-Hélène-sur-Isère               |
| 2                     | Bonvillard, Cléry, Montailleur, Plancherine, Saint-Vital, Tournon et Verrens-Arvey |

### Bureau
Le conseil communautaire élit un président et des vice-présidents. Ces derniers, avec d'autres membres du conseil communautaire, constituent le bureau. Le conseil communautaire délègue une partie de ses compétences au bureau et au président.
| Nom                      | Parti | Parti | Fonction           | Qualité |
| ------------------------ | ----- | ----- | ------------------ | --- |
| Xavier Tornier           |       | PS    | Président          | Maire de Tournon |
| François Gaudin          |       | DIV   | 1er vice-président | Maire de Grésy-sur-Isère                                                                                            |
| Thierry Rangone          |       | DIV   | 2e vice-président  | Adjoint au maire de Frontenex                                                                                       |
| Christian Raucaz         |       | DIV   | 3e vice-président  | Maire de Verrens-Arvey                                                                                              |
| Gérard Blanco            |       | DIV   | 4e vice-président  | Maire de Saint-Vital                                                                                                |
| André Vairetto           |       | PS    | 5e vice-président  | Maire de Notre-Dame-des-Millières Conseiller général du Canton de Grésy-sur-Isère Sénateur de la Savoie (2012-2014) |
| Daniel Tavel             |       | DIV   | 6e vice-président  | Maire de Sainte-Hélène-sur-Isère                                                                                    |
| Elisabeth Rey            |       | DIV   | 7e vice-présidente | Adjointe au maire de Montailleur                                                                                    |
| Jean-Pierre Fazzari      |       | DIV   | Membre             | Maire de Plancherine                                                                                                |
| Jean-François David      |       | DIV   | Membre             | Adjoint au maire de Bonvillard                                                                                      |
| Frédéric Palluel-Lafleur |       | DIV   | Membre             | Maire de Cléry |

### Compétences
Les actions qu'entreprend la Communauté de communes Confluences sont celles que les communes ont souhaité lui transférer. Ces dernières sont définies dans ses statuts.
- Équipements sportifs
- Aménagement
- Enfance - Jeunesse
- Développement économique
- Transport
- Environnement et tourisme
- Habitat

### Identité visuelle
| Logotype de la Communauté de communes de la Haute Combe de Savoie. | La Communauté de communes de la Haute Combe de Savoie s’est dotée d’un logotype. |